# Màntua
|  | Per a altres significats, vegeu «Màntua (desambiguació)». |

Màntua (en italià Mantova   [ˈmantova] (?·pàg.); en llombard Màntoa [ˈmantua] o [ˈmantoa]) és una ciutat d'Itàlia, capital de la província de Màntua a la regió de Llombardia. Està rodejada en tres dels seus costats pel riu Mincio. És un centre agrícola i turístic, i té fàbriques de maquinària agrícola, fertilitzants, mobles, calçat i joguines. És l'escenari de l'òpera Rigoletto.
L'any 2008, el seu centre històric fou declarat Patrimoni de la Humanitat per la UNESCO. Mantua va ser nomenada "Capital de la cultura italiana 2016".

## Història
En llatí es va dir Mantua  i era una ciutat de la Gàl·lia Cisalpina a la vora del Mincius. Era una ciutat etrusca que havia conservat la seva població després de la invasió dels gals i en temps dels romans encara tenia una part de pobladors etruscs segons Plini. El nom derivava segurament de la deïtat etrusca Mantus, però Virgili (que era nascut a la ciutat) el fa derivar a la nimfa Manto i diu que la va fundar Aucnus, fill de Manto; Verri Flac i Cecina diuen que la va fundar el mític Tarcont.
Sota els gals va correspondre probablement als cenomans. Es desconeix quan va passar a domini romà. A la Segona Guerra Púnica apareix com aliada de Roma, com ho eren els cenomans i vènets. Segurament va passar de l'aliança a la submissió de manera gradual i després a la dominació efectiva.
Fou municipi romà. A les guerres civils, després de la mort de Cèsar, fou privada de part del seu territori que Octavi August va donar als seus soldats de Cremona als quals el territori assignat resultava insuficient.
La fama durant l'època romana li va venir de ser el lloc de naixement del poeta Virgili. Segons Donatus el poeta havia nascut al llogaret d'Andes, en territori de Màntua, i no pas a la ciutat mateixa però Virgili va fer al·lusió repetidament a la ciutat en les seves obres.
Fou assolada pels visigots (401) i per Àtila (452). A la caiguda de l'Imperi fou dominada pels hèruls, els ostrogots (489), els romans d'Orient (552) i els longobards (603).
El regne longobard fou aniquilat pels francs i va sorgir el regne d'Itàlia del qual fou part. Des del 809 hi ha notícies d'un comte a la ciutat, però posteriorment el càrrec apareix vinculat als seus bisbes alguns dels quals són coneguts (Egilulf 859-894; Ambrogio 918-926; Pietro bisbe vers el 945; Guglielmo bisbe vers el 961; Martino, bisbe vers el 968; Gumbaldo, bisbe vers el 981; i Giovanni 985-1006).
Al segle xi apareix en mans del marquès Tedaldo (fins vers el 1012) i després de Bonifaci de Toscana (1012-1052) i la seva filla Matilde de Canossa que va dominar Màntua del 1052 al 1091 quan va passar a l'emperador, però Matilde en fou restaurada abans del 1115 i va morir aquest any deixant els seus estats al Papa. En aquest temps el nucli principal de la ciutat era al voltant de la moderna plaça de Sordello.
Des de llavors, sota els bisbes de la ciutat, es va establir el poder de la comuna. Les obres de l'arquitecte Alberto Pitentino el 1198 van modificar el curs del riu Mincio, que va permetre l'expansió de l'agricultura i la ciutat es va engrandir; en aquest període es va construir el palau del podestà (1227) a la plaça de Broletto, i el palau della Ragione (1250), i es va engrandir l'església de Gradaro (1256).
Van ser freqüents les lluites entre güelfs i gibel·lins i el 1272 el rector Alberto Casaloldi va donar pas als Bonacolsi, amb Pinamonte Bonacolsi (1272-1291), Bardallone Bonacolsi (1291-1299), Guido Bonacolsi conegut com a Botticela (1299-1309), tots rectors, i finalment el primer dels Bonacolsi que fou senyor, Rinaldo Bonacolsi, conegut per il Passarino (1309-1328) que l'agost del 1328, amb la intervenció de Cangrande I della Scala fou enderrocat en la revolta coneguda com a "cacciata" i van assolir el poder a la influent família local dels Gonzaga, successivament senyors o capitans del poble (1328) que van comprar a l'emperador el títol de marquesos (1433) i van obtenir el diploma de ducs (1530).
Des de l'any 1708 els territoris de l'antic ducat de Màntua romangueren sota la dominació austríaca. El 1797, ocupat per França, va passar a la República Cisalpina fins al 1802, i en aquest any a la República d'Itàlia que el 1805 va esdevenir Regne napoleònic d'Itàlia. El 1814 fou reconquerit pels austríacs i el 1815 el Congrés de Viena va retornar el territori a Àustria i es va formar el Regne Llombardovènet que incloïa les possessions austríaques al Milanesat i al Veneto. La guerra austrosarda de 1859, va establir el domini del Regne de Sardenya (transformat aviat en Regne d'Itàlia) sobre el Milanesat, i Màntua va passar definitivament a Itàlia el 1866 després de la Tercera guerra de la independència italiana.

## Galeria

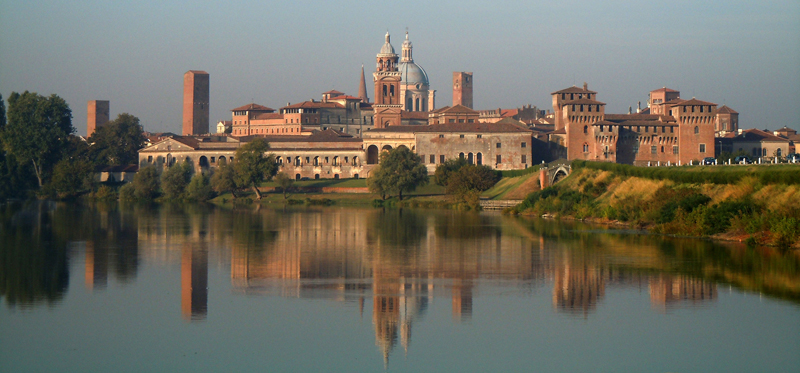
Panorama de Màntua
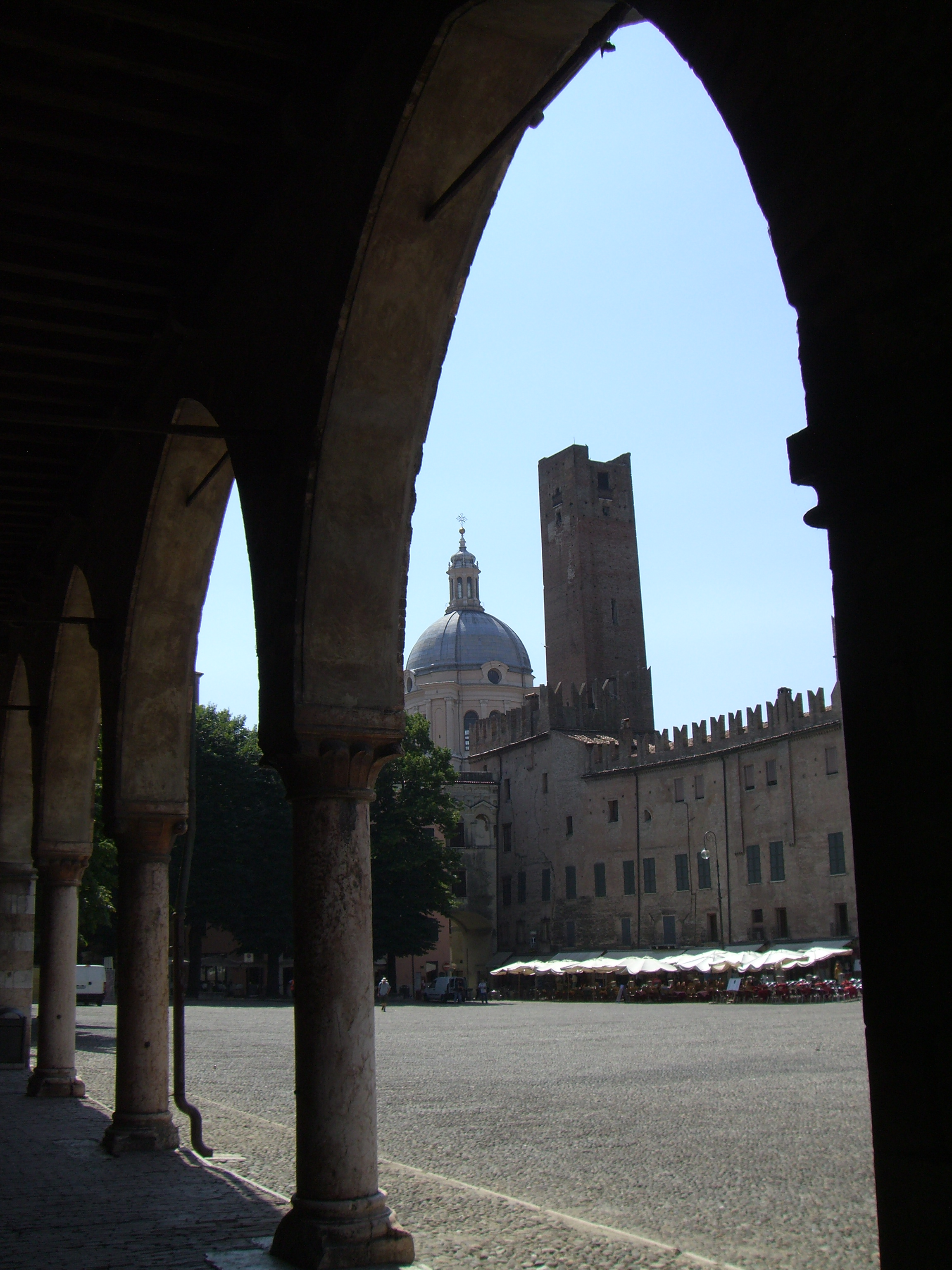
Plaça de Sordello
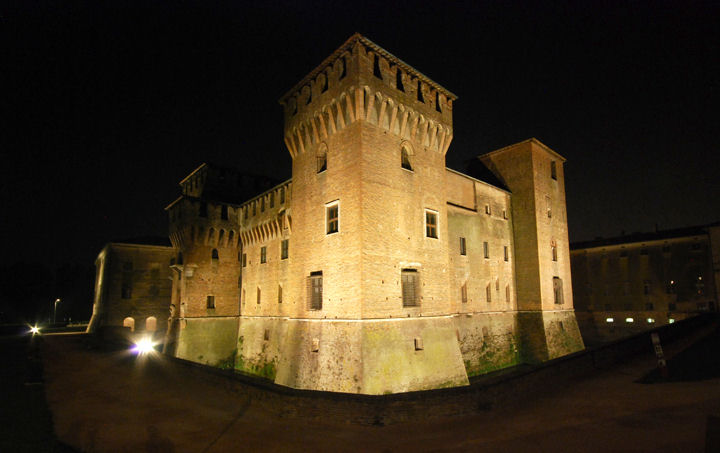
Castell de S. Jordi
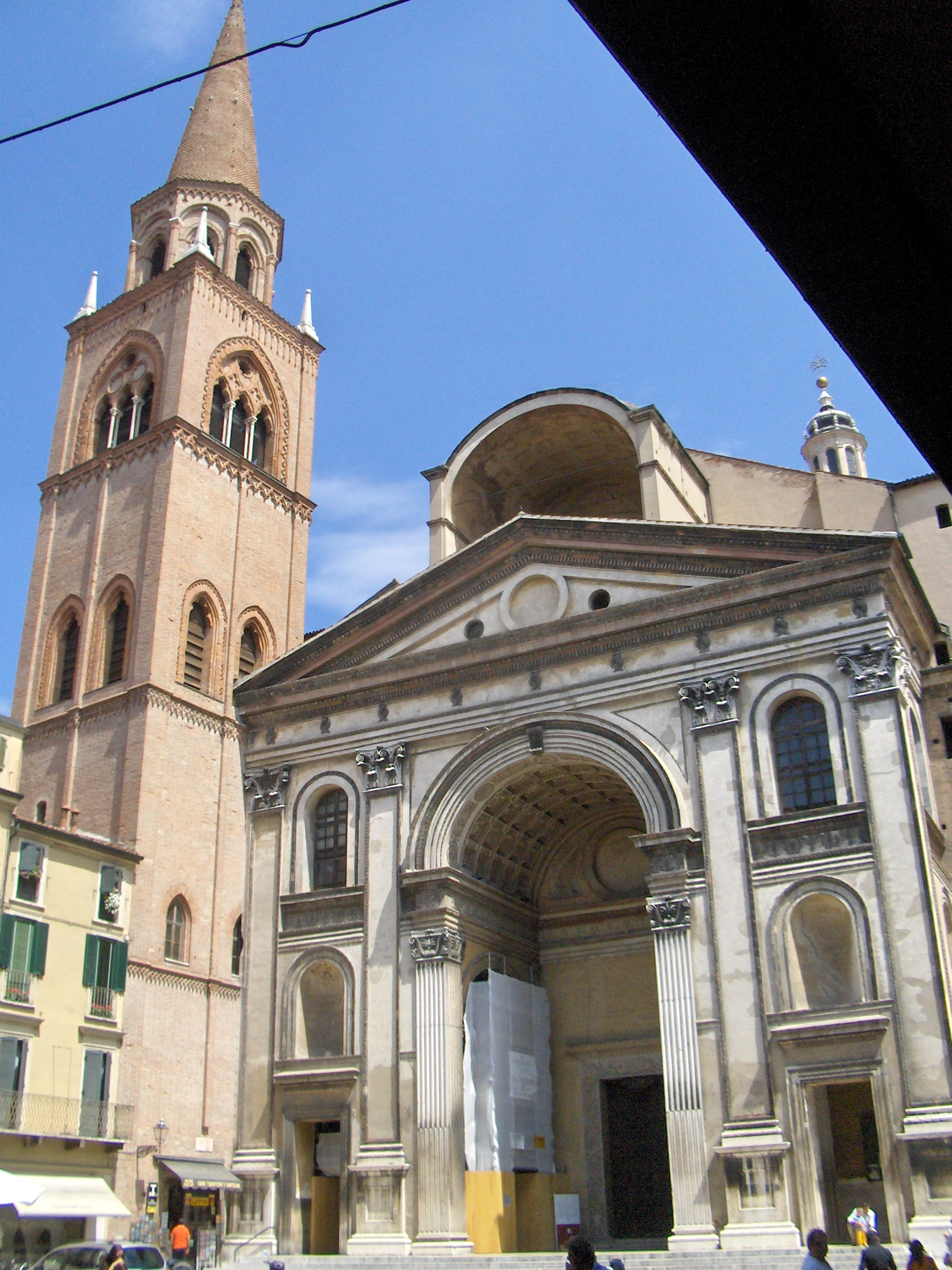
Basilica de S. Andrea
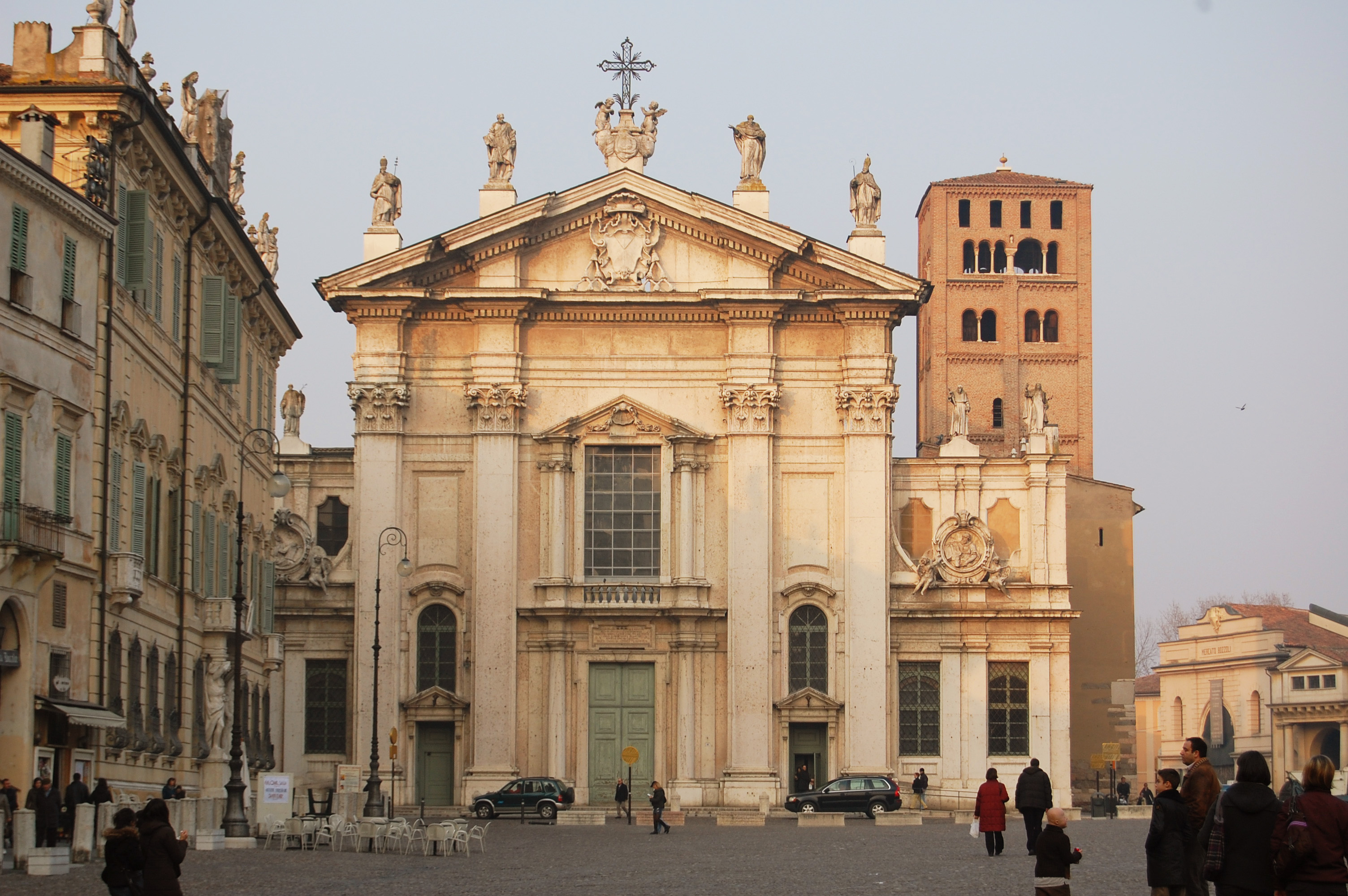
El Duomo
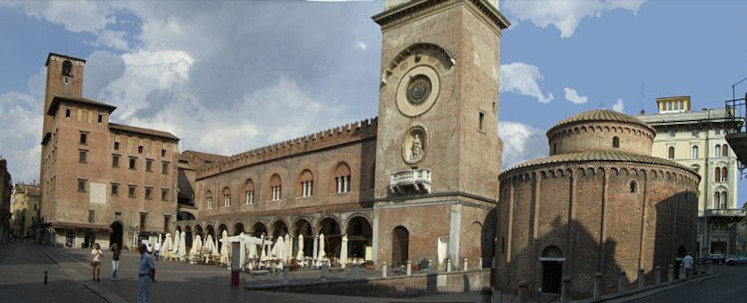
Plaça delle Erbe

## Fills il·lustres
- Scipione Gonzaga (1542–1593), cardenal italià.
- Adriana Basile (1580-1640) compositora, música i cantant d'òpera
- Enzo Dara (1938-2017) baix buf
- Antonio Francesco Riccoboni (1707-1772) actor i autor dramàtic
- Alfredo Pinto (1891-1968) compositor i pianista
- Giovanni Antonio Speranza (1812-1850) compositor especialitzat en òperes
- Jules Eugene Abraham Alary (1814-1890) compositor.
- Paolo Benedetto Bellinzani (1690-1757), compositor i mestre de capella.
- Teresa Buelloni (1902-1989), poetessa.
- Claudio Gallico (1929-2006), compositor, director d'orquestra i musicòleg.

## Ciutats Germanes
- Azuchi, Shiga  Japó
- Madison, Wisconsin  Estats Units
- Weingarten  Alemanya
- Pushkin  Rússia
- Charleville-Mézières  França
- Nevers  França
- Hyderabad  Índia
- Oradea  Romania
- Vitória  Brasil